# Autour de la Sylphide
Pour plus de détails, voir Fiche technique et Distribution.

Autour de la Sylphide est un court métrage français écrit, réalisé et produit par Dominique Delouche en 1983, sorti en 1984.

## Synopsis
Pierre Lacotte, le chorégraphe qui en 1971 recréa le ballet de 1832 La Sylphide, originellement de Filippo Taglioni, fait répéter le « pas de trois » aux danseuses Ghislaine Thesmar et Yannick Stéphant et au danseur Michael Denard.

## Distribution
- Ghislaine Thesmar, étoile de l'Opéra de Paris : la Sylphide
- Michael Denard, étoile de l'Opéra de Paris : James
- Yannick Stéphant, première danseuse de l'Opéra de Paris : Elfie
- Pierre Lacotte, chorégraphe

## Fiche technique
- Titre : Autour de la Sylphide
- Réalisation et scénario : Dominique Delouche
- Poème (dans le goût d'Ossian) : Dominique Delouche
- Directeur de la photographie : Daniel Vogel
- Cameraman : Jacques Mironneau
- Assistant opérateur : Alain Herpe
- Musique : ballet La Sylphide de Jean Schneitzhoeffer (1832), ainsi que le Quatuor à cordes no 8 de Beethoven dit « Quatuor Razoumovski » (1808) interprété par le Quatuor Veronese
- Chorégraphie : Pierre Lacotte (1971)
- Montage : Isabelle Dedieu
- Son : Roger Di Ponio
- Producteur : Dominique Delouche
- Société de production : Les Films du Prieuré
- Sociétés de distribution : Les Films du Prieuré (cinéma), Doriane Films (DVD, 2011, inclus dans le coffret Les Étoiles pour l'exemple)
- Pays d'origine :  France
- Genre : documentaire
- Durée : 9 minutes
- Format : couleurs - négatif et positif : 35 mm
- Tournage : en 1983 à l'Odéon-Théâtre de l'Europe / Ateliers Berthier, 1 Rue André-Suarès, 75017 Paris
- Copyright by Les Films du Prieuré 1984
- Date de sortie : 25 janvier 1984 (au cinéma), 28 novembre 2011 (en DVD)
- Visa : 58286 (délivré le 23 février 1984)

## Autour du film
- Le film fait partie du programme Le Spectre de la danse sorti au cinéma le 25 janvier 1984
- Le film est également inclus dans un programme de courts métrages de Dominique Delouche sur DVD Doriane Films, Les Inoubliables de la danse

## Revue de presse
- Emmanuel Decaux, « Le Spectre de la danse », Cinématographe no 97, Paris, février 1984
- Gilles Colpart, « Le Spectre de la danse », La Saison cinématographique 1984 (La Revue du cinéma, hors série XXIX), U.F.O.L.E.I.S., Paris, octobre 1984, p. 135